# غلدره (مقاطعة دلفان)
غلدره (بالفارسية: گلدره) هي قرية تقع في قسم كاكاوند الغربي الريفي (مقاطعة دلفان) في إيران. يقدر عدد سكانها بـ 41 نسمة .